# Club Marquee

El Club Marquee es un importante club de música popular europea, situado en Londres, Reino Unido.

## Historia
Fue abierto el 19 de abril de 1958 en el 165 de la Oxford Street en Londres. El Club se convertía así en un lugar importante para los géneros musicales del jazz y Rhythm & Blues. Fue en el Marquee donde los Rolling Stones cosecharon un gran éxito en julio de 1962, bandas como los Yardbirds, Eric Clapton o The Animals también fueron asiduos. 
El 13 de marzo de 1964 el lugar fue reubicado en el famoso y exótico barrio del Soho en Londres, exactamente en el número 90 de la calle Wardour, que se convirtió en una leyenda en la historia del rock. El club fue el lugar más importante de la escena británica que emergía y atestiguaría el nacimiento y el rápido ascenso de algunos de los artistas más importantes de los años 60 y 70, tales como Jethro Tull, Queen, Jimi Hendrix, David Bowie, Cream, Pink Floyd, Camel, Elton John, The Who, The Nice, Yes (quién mantuvo una permanencia en el club), Led Zeppelin, King Crimson (también residentes), Genesis,{hanoi rocks} y muchos otros.
En los últimos años de la década de los 70 se convirtió en uno de los clubes principales de la escena británica del punk y del New Wave con bandas tales como The Clash, Ultravox, The Pretenders, The Police, The Cure, The Damned, Generation X, Siouxsie & The Banshees y The Sex Pistols. 
En los años 80 se volvió a relocalizar el club, esta vez en Charing Cross Road (número 105), mientras el edificio original fue demolido, lo que representó una pérdida terrible e irreemplazable para el rock y la historia musical de Londres, pasando a estar ocupado por un restaurante. Durante este período el Marquee fue de nuevo un punto importante de reunión para la escena del New Wave y del Synth británico con artistas como New Order o Depeche Mode. El club cerró dos años más tarde después de otra relocalización en un sitio alternativo de la misma Charing Cross Road.
En septiembre de 2002 el Eurythmic Dave Stewart relanzó el Club Marquee en Islington pero sin éxito. Se reabrirá en Leicester Square, en el lugar que ocupó el Club Home, con una nueva administración sobre las nuevas oficinas de MTV.